# Anisia conspersa
Anisia conspersa är en tvåvingeart som beskrevs av Wulp 1890. Anisia conspersa ingår i släktet Anisia och familjen parasitflugor. Inga underarter finns listade i Catalogue of Life.